# Kengo Nakamura
Kengo Nakamura (中村 憲剛, なかむら けんご) (Kodaira (Tokio, Japan), 31. listopada 1980.) bivši je japanski nogometaš.

## Klupska karijera
Igrao je za Kawasaki Frontale. Nogometaš godine u Japanu 2016. godine.

## Reprezentativna karijera
Za japansku reprezentaciju igrao je od 2006. do 2013. godine. Za japansku reprezentaciju odigrao je 68 utakmica postigavši 6 pogodaka.
S japanskom reprezentacijom Kengo Nakamura je igrao na jednom svjetskom prvenstvu (2010.).

## Statistika
| Japan  | Japan | Japan |
| Godina | Nas.  | Gol.  |
| ------ | ----- | ----- |
| 2006.  | 3     | 1     |
| 2007.  | 13    | 0     |
| 2008.  | 13    | 2     |
| 2009.  | 12    | 2     |
| 2010.  | 11    | 0     |
| 2011.  | 4     | 1     |
| 2012.  | 7     | 0     |
| 2013.  | 5     | 0     |
| Ukupno | 68    | 6     |

## Vanjske poveznice
- National Football Teams
- Japan National Football Team Database